# Owczarek belgijski

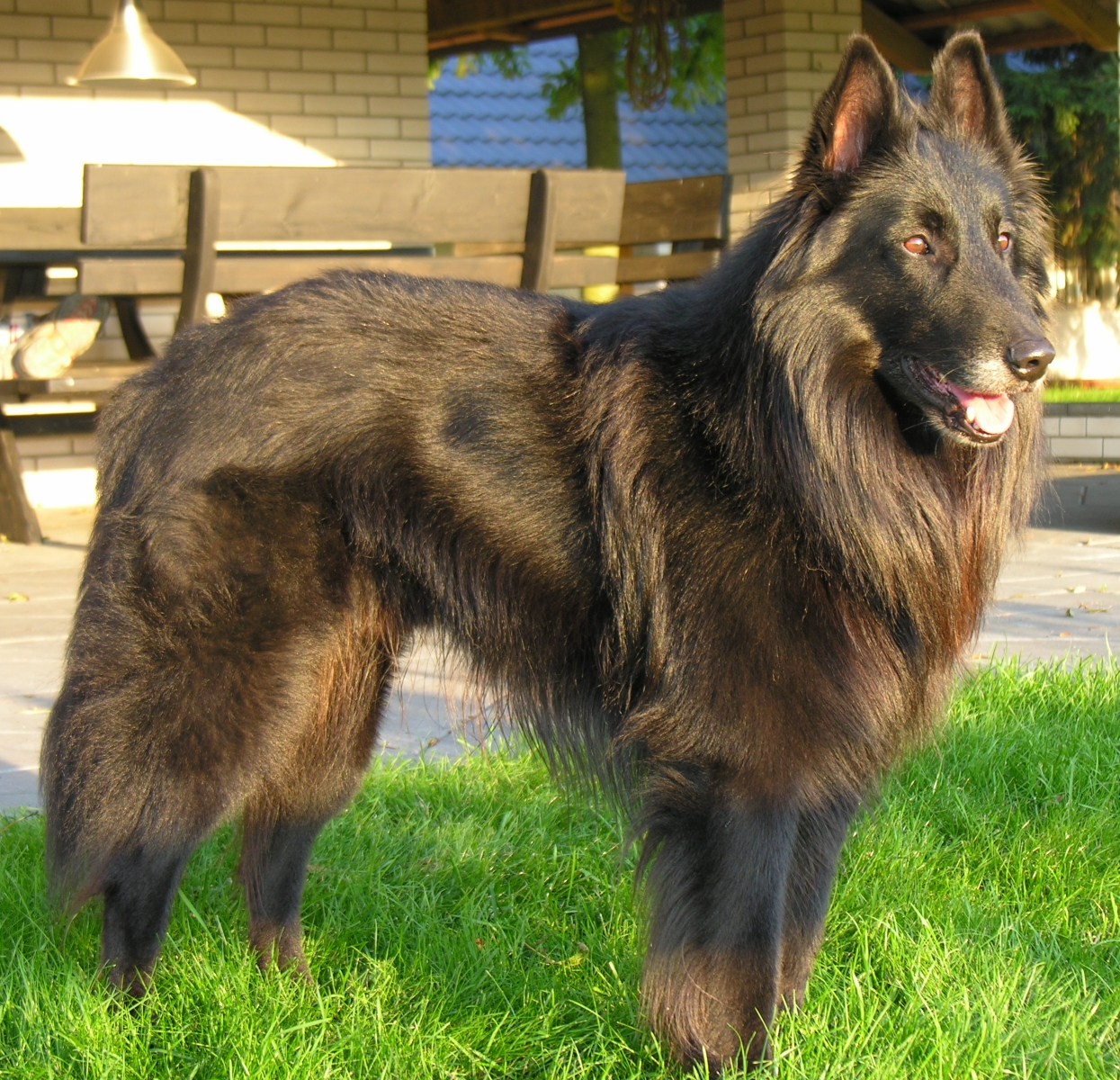
Groenendael

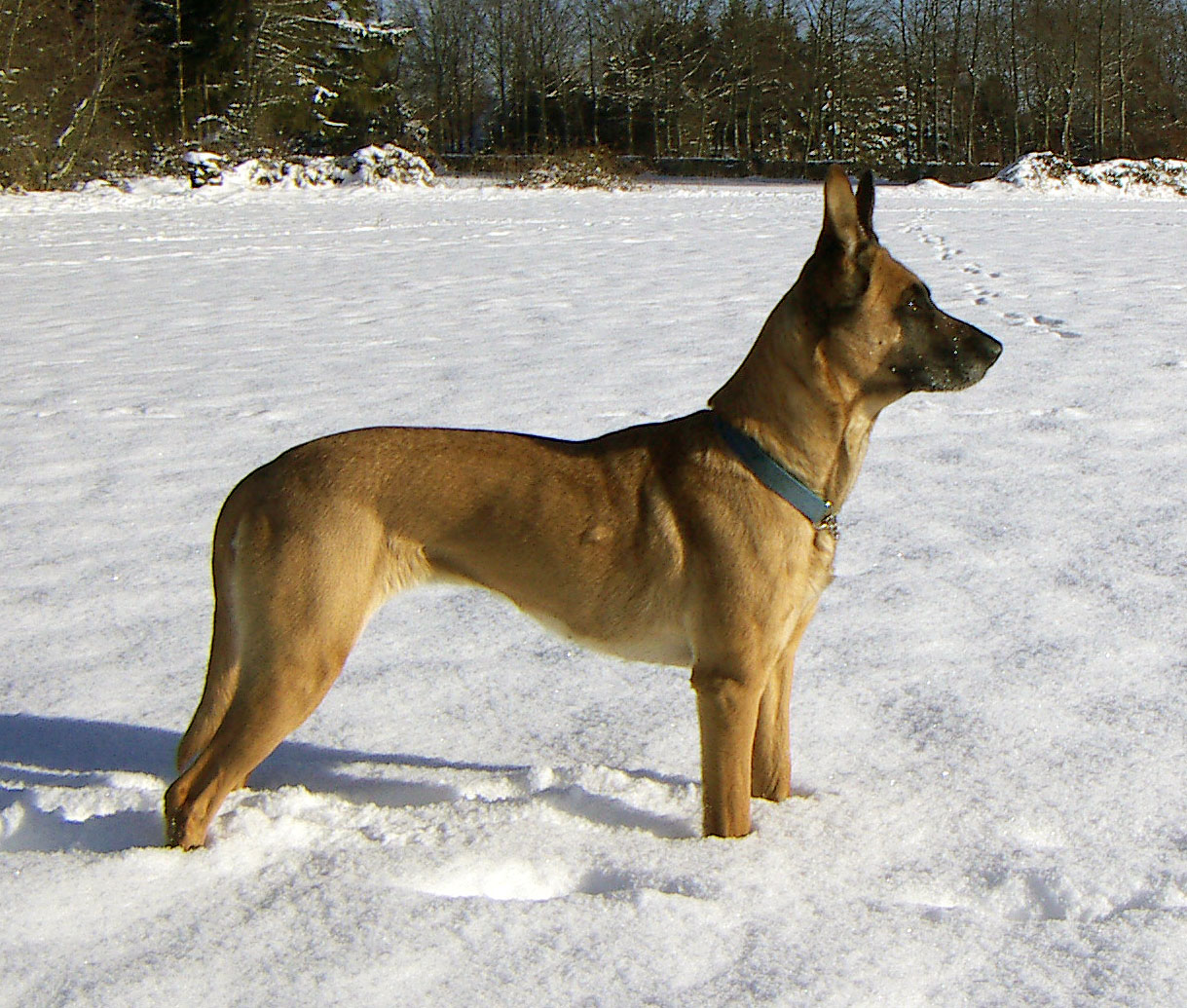
Malinois

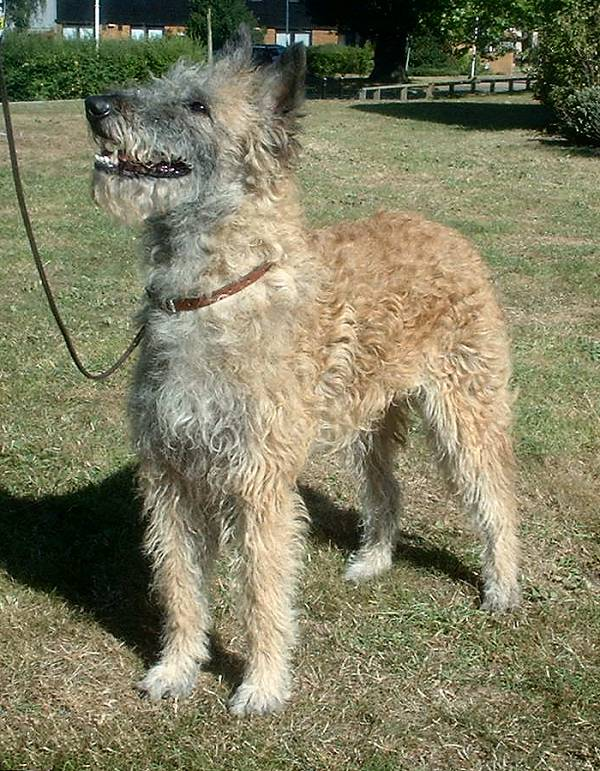
Laekenois

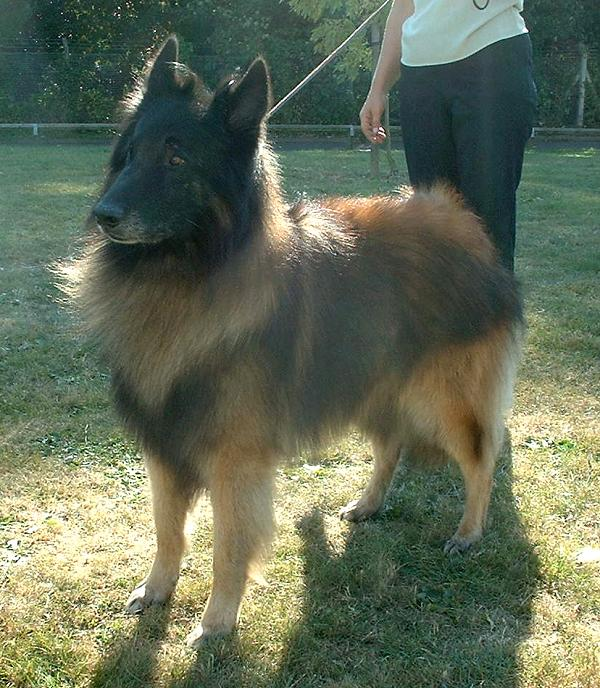
Tervueren

Owczarek belgijski, belgijski pies pasterski (potocznie belg) – grupa wielu blisko ze sobą spokrewnionych ras psów pasterskich uzyskanych w Belgii w drodze selekcji hodowlanej na wydajność w zaganianiu i na posłuszeństwo, powszechnie używanych do strzeżenia stad do końca XIX wieku. Typ wilkowaty. Podlega próbom pracy.
W 1891 roku profesor Adolf Reul z Belgijskiej Szkoły Nauk Weterynaryjnych zainicjował proces selekcjonowania (z 8 uznawanych wówczas standardów) 4 głównych linii hodowlanych uzyskując jeden podstawowy typ o 4 maściach i rodzajach szaty, obecnie uznawanych za odrębne rasy lub za odmiany owczarka belgijskiego, w zależności od narodowego klubu danego kraju. Są to:
- groenendael (zwany również owczarkiem belgijskim albo belgijskim psem pasterskim[2], odmiana długowłosa czarna),
- tervueren (owczarek długowłosy[2], odmiana długowłosa płowa i szara),
- laekenois (owczarek szorstkowłosy[2], odmiana szorstkowłosa płowa),
- malinois (odmiana krótkowłosa płowa).

W Międzynarodowej Federacji Kynologicznej owczarek belgijski jest zarejestrowany jako jedna rasa o numerze wzorca 15, podzielona na cztery odmiany. W Stanach Zjednoczonych jedynie laekenois nie został uznany za odrębną rasę, natomiast pod nazwą owczarka belgijskiego klasyfikowany jest najpopularniejszy groenendael.
Współcześnie owczarki belgijskie są użytkowane jako psy obronne pracujące w policji i armii, a także jako psy stróżujące. Przy zapewnieniu im odpowiedniej dawki ruchu dobrze przystosowują się do warunków panujących w mieszkaniach.
Owczarki belgijskie to rasa dość trudna przez swoją silną potrzebę ruchu, dlatego nie jest polecana początkującym hodowcom. Są to psy bystre, inteligentne i bardzo czujne, skore do współpracy. Zaliczane są do psów obronnych.
Potrzebami istotnymi do zrealizowania wobec owczarków belgijskich są:
- umiejętnie prowadzona socjalizacja ze światem (z ludźmi, w tym z dziećmi, otoczeniem, z innymi zwierzętami);
- odmienna tresura niż dla owczarka niemieckiego, z którym są często mylone. „Belga” nie da się do wykonania danej czynności zmusić przy pomocy tzw. twardej szkoły, czyli powtarzaniu komendy i egzekwowaniu jej wykonania – reakcją jest najczęściej agresja, a czasem apatia. Uczą się za to bardzo szybko (czasem także rzeczy niepożądanych) w trakcie interesującej zabawy prowadzonej przez konsekwentnego i cierpliwego tresera czy właściciela.